# Karl Otto Paetel

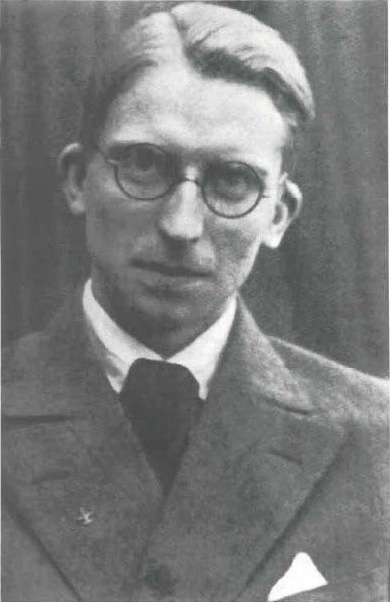
Karl Otto Paetel in 1930

Karl Otto Paetel (* 23. November 1906 in Berlin; † 4. Mai 1975 in New York) war ein deutscher Journalist und Publizist. Er war ein wichtiger Vertreter des Nationalbolschewismus.

## Leben
Karl O. Paetel begann 1927 beim Deutschen Tageblatt ein Volontariat und wurde dort Redakteur. Von 1928 bis 1930 studierte er Geschichte, Germanistik und Philosophie an der Berliner Universität und an der Hochschule für Politik.
Paetel gehörte der Bündischen Jugend an. Über einen Bibelkreis (BK) kam er zum Bund der Köngener. Hier gründete er 1925 eine Ortsgruppe in Berlin-Charlottenburg. Der Bund der Köngener schloss sich 1926 zusammen mit anderen Bünden der Deutschen Freischar an. Paetel wurde 1930 aufgrund eines anonymen Artikels in der Zeitschrift Die Kommenden, in dem die Unterschrift Paul von Hindenburgs unter den Young-Plan scharf kritisiert wurde, aus der Deutschen Freischar ausgeschlossen. Im gleichen Jahr verlor er wegen der Teilnahme an einer Demonstration gegen den Friedensvertrag von Versailles sein Stipendium.
Er wurde zu einem maßgeblichen Vordenker des Revolutionären Nationalismus und des Nationalbolschewismus. Er stand in engem Kontakt zur sozialistischen Jugendbewegung, publizierte die Zeitschriften Politische Zeitschriftenschau und Das Junge Volk und stellte sich dabei sowohl gegen die Demokratie der Weimarer Republik als auch gegen die NSDAP.
Schon 1930 hatte ihn Ernst Jünger als Chefredakteur der bündisch-revolutionären Zeitschrift Die Kommenden engagiert. Im Dezember 1930 gründete er die Gruppe Sozialrevolutionärer Nationalisten. 1931 folgte die Herausgabe der Zeitschrift Sozialistische Nation. Am 30. Januar 1933 (dem Tag von Hitlers Machtergreifung) veröffentlichte Paetel Das Nationalbolschewistische Manifest.
1933 erhielt er Schreibverbot, an das er sich nicht hielt. Es kam zu mehreren Verhaftungen. Angeklagt nach dem Heimtückegesetz floh er 1935 nach Prag und arbeitete dort an der Neuen Weltbühne mit. Anschließend floh er über Schweden nach Paris.
Illegal reiste er von Paris mehrfach nach Deutschland. 1936 gründete er die Blätter der Sozialistischen Nation. Verbunden mit illegalen bündischen Gruppierungen, trat er für eine Unterwanderung der Hitlerjugend ein. In Paris traf er 1937 auf die Nationalrevolutionäre Ernst Niekisch und Harro Schulze-Boysen. Bis 1940 war er von zentraler Bedeutung für die im Exil lebenden Bündischen und versorgte die bündischen Gruppen in Deutschland mit nationalrevolutionären Schriften. Wenige Monate vor Beginn des Zweiten Weltkriegs organisierte er eine 14-tägige Konferenz mit oppositionellen HJ-Führern in Paris. Die Teilnehmerkreis nannte sich Gruppe Sozialistische Nation und kooperierte mit dem Zusammenschluss Der Graue Kreis und einer Formation mit dem Namen Schwarze HJ. Viele Teilnehmer im Alter zwischen 17 und 22 Jahren waren Studenten und Abiturienten. Sie gehörten überwiegend dem Deutschen Jungvolk, der Hitlerjugend und dem NS-Studentenbund an. Ein zentrales Thema war die „Existenz rebellischer Jugendgruppen“. Berichtet wurde dort von Gruppen mit den Namen Die Geusen, Der Orden, Die Geachteten, Die Kolonne X, und auch der Name Edelweiß wurde erwähnt.
Nach dem Ausbruch aus der Internierung durch die französische Polizei im Mai 1940 floh er über Süd-Frankreich und Spanien nach New York. Dort nahm er seine publizistischen Tätigkeiten wieder auf und arbeitete als Korrespondent. 1943 heiratete er seine Verlobte Elisabeth Zerner, Schwester von Fritz Zerner.
Nach dem Krieg gab er die Zeitschrift Deutsche Gegenwart heraus und schrieb viel über Ernst Jünger. Die Biographie Ernst Jünger: die Wandlung eines deutschen Dichters und Patrioten erschien 1946.
Paetel wurde amerikanischer Staatsbürger, gründete und leitete einen deutschen Presseklub und engagierte sich als Leiter des „Deutschen Forums“ für eine nationalbolschewistische Sicht auf die deutsche NS-Geschichte. 1965 veröffentlichte er Versuchung oder Chance? Zur Geschichte des deutschen Nationalbolschewismus. Am 4. Mai 1975 starb Karl Otto Paetel in Forest Hills, New York City. Sein Grab befindet sich in Wendershausen am Fuße der Burg Ludwigstein.

## Veröffentlichungen
- Ernst Jünger: die Wandlung eines deutschen Dichters und Patrioten. Repr. der Orig.-Ausg. New York, Krause, 1946. Fölbach, Koblenz 1995. ISBN 3-923532-30-X.
- Sozialrevolutionärer Nationalismus. Nachdr. der Ausgabe Flarchheim/Thüringen, Verl. Die Kommenden, 1930. Helios, Mainz 1986. ISBN 3-925087-04-4.
- Reise ohne Uhrzeit – eine Autobiographie. Verlag  G. Heintz, Worms 1982. ISBN 3-921333-90-3.
- Versuchung oder Chance?: Zur Geschichte des deutschen Nationalbolschewismus. Musterschmidt, Göttingen 1965. (Neuausgabe: Nationalbolschewismus und nationalrevolutionäre Bewegung in Deutschland. Geschichte - Ideologie - Personen). Verlag Siegfried Bublies, Schnellbach 1997, ISBN 3-926584-49-1.
- Ernst Jünger (= rororo-Monographie). 1962.
- Jugend in der Entscheidung: 1913, 1933, 1945. 2., stark erweiterte Auflage von Jugendbewegung und Politik. Voggenreiter, Bad Godesberg 1963.
- Beat - Eine Anthologie .Rowohlt Verlag, Reinbek 1962 (als Herausgeber).
- Das Bild vom Menschen in der deutschen Jugendführung. Voggenreiter, Bad Godesberg 1954.